# 케인호의 반란 (2023년 영화)
《케인호의 반란》(영어: The Caine Mutiny Court-Martial)은 2023년 공개된 미국의 법정 드라마 영화이다. 윌리엄 프리드킨이 감독과 공동각본을 맡았으며, 허먼 워크의 동명 소설이 원작이다. 프리드킨 감독의 유작이자 마지막 작품이다. 제80회(2023년) 베네치아 영화제에서 전 세계 최초로 공개됐다.

## 줄거리
미 해군 구축함 케인의 함장 퀴그는 폭풍우 속에서 불안정한 정신 상태를 드러내며 함선의 안전을 위협한다. 이에 부함장 매릭은 퀴그를 지휘관 자리에서 해임하고, 그 결과 매릭은 반란죄로 군사재판에 회부된다. 회의적인 군법무관 그린월드는 마지못해 매릭의 변호를 맡게 된다. 재판 과정에서 퀴그의 성격과 행동들이 드러나면서, 누가 재판을 받아야 하는지에 대한 의문이 제기된다. 재판은 단순히 매릭의 반란죄를 심판하는 것을 넘어, 지휘권과 책임, 그리고 정신적 불안정의 경계에 대한 심도 깊은 논쟁으로 확장된다.

## 출연
- 키퍼 서덜랜드 - 필립 퀴그
- 제이슨 클라크 - 바니 그린월드
- 제이크 레이시 - 스티븐 메릭
- 모니카 레이먼드 - 캐서린 챌리
- 랜스 레딕 - 루서 블레이클리
- 루이스 풀먼 - 토머스 키퍼
- 엘리자베스 앤와이스 - 존 런딘
- 톰 라일리 - 윌리스 키스
- 프랑수아 바티스트 - 랜돌프 사우더드
- 게이브 케슬러 - 주니어스 어번
- 제이 듀플래스 - 앨런 버드
- 지나 가르시아샤프 - 속기사
- 스테퍼니 어브 - 루실 스터츠
- 데일 다이 - R. T. 듀이
- 덴절 존슨 - J. P. 시먼스
- 머라이아 저스티스 - 에밀리 중위